# Conservatori Superior de Música del Liceu

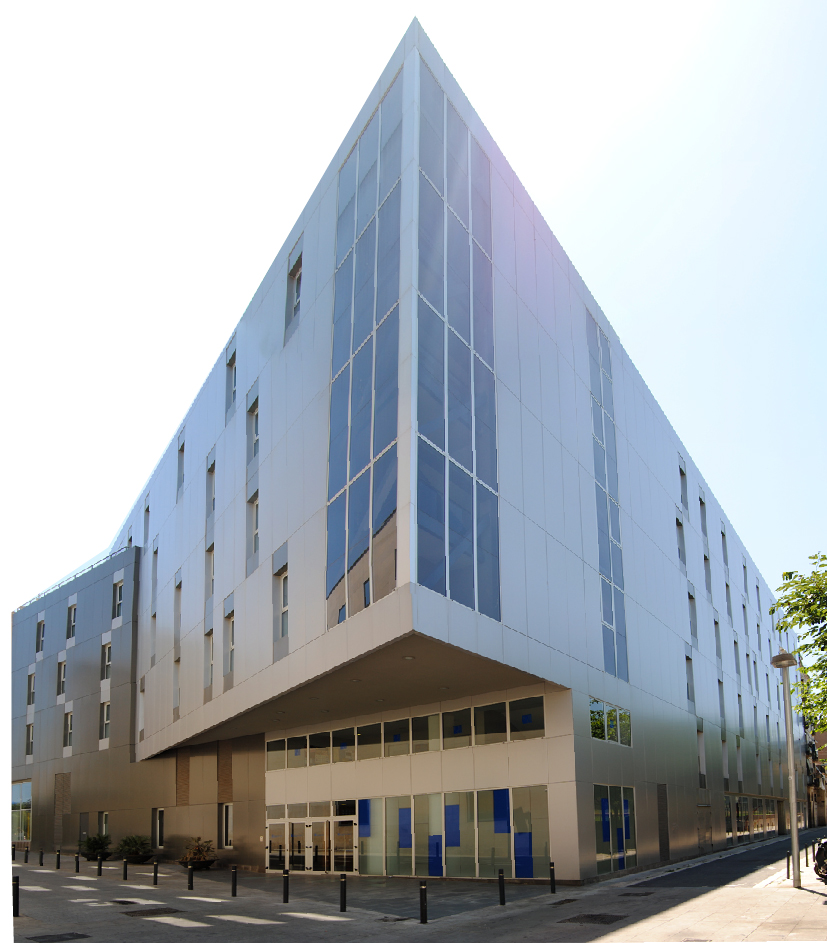
Conservatori del Liceu, c/ Nou de la Rambla, 86

Das Conservatori Superior de Música del Liceu in Barcelona, kürzer auch das Conservatori del Liceu ist eine der wichtigsten und renommiertesten Musikhochschulen in Katalonien.

## Geschichte
Im Jahr 1837 gründete sich in Barcelona zunächst aus spanischen Militärkreisen heraus der Kulturverein Liceu Filodramàtic mit der Absicht, eine Bühne für die Aufführung von spanischsprachigem Theater und italienischer Oper zu schaffen. Gleichzeitig wollten Barceloneser Bürger eine Akademie für Theater und Gesang ins Leben rufen. Am 27. April 1838 fanden erste Musikunterrichtsstunden im Saló de Cent im Rathaus von Barcelona statt. Im August 1838 wurden dem Kulturverein Unterrichtsräume im ehemaligen Kloster Montsió zur Verfügung gestellt und das Liceu Filodramàtic de Montesion eröffnet. Die mitgründende militärische Einheit wurde aufgelöst und die Musikschule privat weiter betrieben. 1844 wurde dem an Studenten gewachsenen Konservatorium im Tausch für das Kloster Montsió ein Bauplatz an der Rambla, auf dem sich zuvor das ehemalige Kloster der Trinitarier befunden hatte, zur Verfügung gestellt. Neben dem Konservatoriumsbau sollte auch ein Theater errichtet werden. 
Am 11. April 1845 wurde der Grundstein für die beiden Gebäudekomplexe gelegt. Am 4. April 1847 wurden das Gran Teatre del Liceu und das neue Konservatorium eingeweiht. Aufgrund wirtschaftlicher Schwierigkeiten und unterschiedlicher Zielsetzungen der Betreibergesellschaft des Liceu und den Anteilseignern am Theaterunternehmen wurden im Jahr 1854 das Konservatorium und das Gran Teatre administrativ voneinander getrennt. Künstlerisch blieben beide Institutionen bis heute aufeinander bezogen. Im Jahr 2007, während der Feiern des 170-jährigen Bestehens der Musikakademie, fand die Grundsteinlegung für das heutige Gebäude des Liceu an der Rambla, No. 86 statt. 2009 wurde das neue Konservatoriumsgebäude von Königin Sofia eröffnet. Am 2. Mai 2018 wurde das 180-jährige Bestehen des Konservatoriums im selben Saló de Cent im Rathaus von Barcelona gefeiert, in dem 1838 die ersten Unterrichtsstunden stattgefunden hatten.

## Funktionen und Betrieb im Wandel der Zeit
Die Aufgabe des Konservatoriums bestand immer darin, dem Gran Teatre hervorragende Künstler bereitzustellen. Das Konservatorium erwarb sich aufgrund seines leistungsfähigen Lehrkörpers innerhalb kürzester Zeit einen herausragenden Ruf bei der Ausbildung von Sängern und Instrumentalisten. Die Institution erlangte nicht nur für das Musikleben von Barcelona eine herausragende Bedeutung; sie erlangte darüber hinaus weltweit hohes künstlerisches Renommee.
Im Jahr 1885 wurden die neuen Studiengänge Komposition sowie Kontrapunkt und Fuge eingerichtet. Daneben wurden renommierte europäische Lehrer wie der deutsche Komponist Engelbert Humperdinck als Lehrkräfte verpflichtet. Seit dieser Zeit bürgerte sich der Name Conservatori del Liceu für diese Institution ein. Das Conservatori del Liceu war die Wiege der professionellen Musikerausbildung in Katalonien. Erst 1886 richtete die Stadt mit dem  Konservatorium von Barcelona eine öffentliche höhere Musikschule ein. Das Conservatori del Liceu nahm als Institution an mehreren Weltausstellungen (Wien 1873, Barcelona 1888 und 1929, Antwerpen 1894) teil und gewann dabei Preise und hohes internationales Renommee.
1913 wurden Studiengänge für Schauspielkunst eingerichtet. Diese Fakultät war der Ursprung des heutigen Theaterinstituts von Barcelona. 1928 wurde der erste Studiengang Musikwissenschaft in ganz Spanien eingeführt. Ab 1932 gründete das Liceu Zweigstellen in verschiedenen katalanischen Städten (u. a. Tarragona, Lleida, Girona, Andorra) und bildete so ein Netzwerk von Musikschulen. Im Juli 1936 wurde das Liceu verstaatlicht. Im selben Jahr wurde der Studiengang Orchesterleitung eingerichtet, den der Katalane Joan Lamote de Grignon vertrat. 2002 wurden neue Studiengänge für Jazz, Neue Musik und Flamenco eingeführt. Ab 2010 wurden die Studiengänge gemäß dem Bologna-Prozess auf europäische Bildungsstandards hin harmonisiert.

## Absolventen
Unter den Absolventen befinden sich Sänger wie Montserrat Caballé, Victoria de los Ángeles und José Carreras, Gitarristen wie Renata Tarragó, Pianisten wie Frank Marshall oder Komponisten wie Frederic Mompou. 

## Leiter
- Marià Obiols i Tramullas, 1847–1888
- Gabriel Balart i Crehuet, 1889–1893
- Francesc de Paula Sánchez i Gavagnach, 1893–1918
- Joan Lamote de Grignon, 1919–1931
- Josep Barberà i Humbert, 1931–1938
- Josep Biosca i Casas, 1939–1949
- Josep Munner, 1949–1953
- Pere Vallribera i Moliné, 1953–1982
- Ricard Villanueva
- Anna Albors
- Jaume Torrent i Rius, 1993–1999
- Evelio Tieles, 2000–2002 (Akademischer Direktor)
- Maria Serrat i Martín (Generaldirektorin) seit 1999; Benet Casablancas i Domingo (Akademischer Direktor), seit 2002